# 奧林 (愛荷華州)

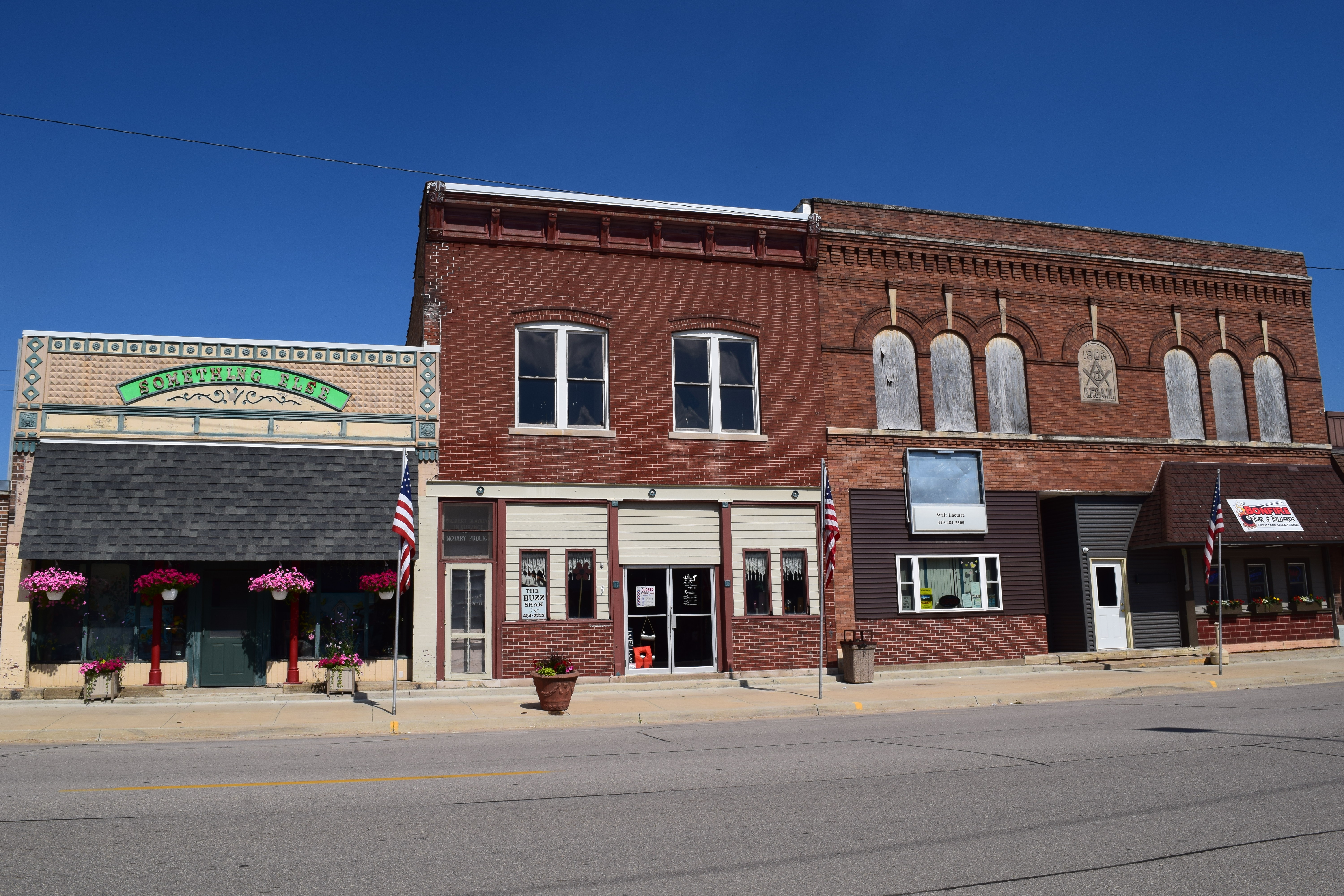
奥林市中心（2020年7月

奧林（英語：Olin）是一個位於美國愛荷華州瓊斯縣的城市。

## 地理
奧林的座標為41°59′51″N 91°08′24″W / 41.99750°N 91.14000°W，而該地的平均海拔高度為232米（即761英尺）。

## 人口
根據2010年美國人口普查的數據，奧林的面積為2.69平方千米，當中陸地面積為2.67平方千米，而水域面積為0.02平方千米。當地共有人口698人，而人口密度為每平方千米259人。